# 니오스호

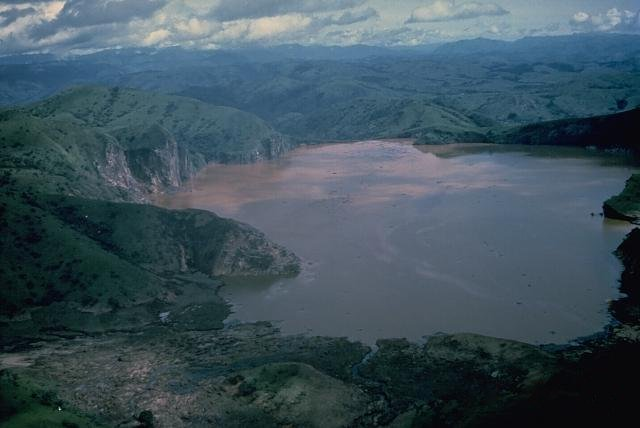

니오스 호(Lake Nyos)는 북서부 주 (카메룬)에 있는 호수로, 화산의 분화구에 물이 고여 형성되었다. 1986년 화산가스 분출이 있었는데, 그 당시엔 무려 1,700명이 사망하였다. 분출 원인은 호수 밑에 있는 마그마방의 마그마에서 이산화탄소가 생성되어, 차가운 물에 녹아 수백년 동안이나 고여 있다가 호수 밖으로 새어 나온 것이다.